# Acq
 Acq  es una población y comuna francesa, en la región de Norte-Paso de Calais, departamento de Paso de Calais, en el distrito de Arras y cantón de Dainville.

## Demografía
| 394 | 413 | 412 | 457 | 511 | 502 |
| Para los censos de 1962 a 1999 la población legal corresponde a la población sin duplicidades (Fuente: INSEE [Consultar]) |     |     |     |     |     |

## Lugares y monumentos
- Los dos menhires conocidos como Pierres d'Acq (piedras de Acq) se encuentran en realidad en tierras de la vecina comuna de Mont-Saint-Éloi, si bien próximos a Acq.